# Heliconius clysonymus
Heliconius clysonymus is een vlinder uit de familie Nymphalidae. De wetenschappelijke naam van de soort is voor het eerst geldig gepubliceerd in 1817 door Pierre André Latreille. De soort werd ontdekt tijdens de reis van Alexander von Humboldt en Aimé Bonpland naar Zuid- en Midden-Amerika (1799-1804). De vlinder heeft een zwart lichaam en zwarte vleugels met een witte onregelmatige verticale streep op de voorste vleugels en een brede rode horizontale streep op de achterste vleugels. De spanwijdte is ongeveer 9 cm.

## Ondersoorten
Van Heliconius clysonymus worden volgende ondersoorten onderscheiden:
- H. clysonymus clysonymus Latreille, [1817] - Komt voor in Colombia
- H. clysonymus hygiana Hewitson, 1867 - Komt voor in Ecuador
- H. clysonymus montanus Salvin, 1871 - Komt voor in Costa Rica
- H. clysonymus tabaconas Brown, 1976 - Komt voor in het noorden van Peru